# Distichophyllum tortile
Distichophyllum tortile là một loài Rêu trong họ Hookeriaceae. Loài này được Dozy & Molk. ex Bosch & Sande Lac. mô tả khoa học đầu tiên năm 1862.